# Navajo Mountain
Navajo Mountain (navaho Naatsisʼáán) és una concentració de població designada pel cens dels Estats Units a l'estat de Utah. Segons el cens del 2000 tenia 379 habitants.

## Demografia
Segons el cens del 2000, Navajo Mountain tenia 379 habitants, 93 habitatges, i 79 famílies. La densitat de població era de 4,6 habitants per km².
Dels 93 habitatges en un 51,6% hi vivien nens de menys de 18 anys, en un 59,1% hi vivien parelles casades, en un 20,4% dones solteres, i en un 14% no eren unitats familiars. En el 12,9% dels habitatges hi vivien persones soles el 6,5% de les quals corresponia a persones de 65 anys o més que vivien soles. El nombre mitjà de persones vivint en cada habitatge era de 4,08 i el nombre mitjà de persones que vivien en cada família era de 4,55.
Per edats la població es repartia de la següent manera: un 44,9% tenia menys de 18 anys, un 10,6% entre 18 i 24, un 22,4% entre 25 i 44, un 14,8% de 45 a 60 i un 7,4% 65 anys o més.
L'edat mediana era de 21 anys. Per cada 100 dones de 18 o més anys hi havia 93,5 homes.
La renda mediana per habitatge era de 14.196 $ i la renda mediana per família de 13.929 $. Els homes tenien una renda mediana de 8.750 $ mentre que les dones 23.750 $. La renda per capita de la població era de 6.265 $. Entorn del 61,4% de les famílies i el 65,4% de la població estaven per davall del llindar de pobresa.
Segons el cens dels Estats Units del 2010 el 96,83% són nadius americans i el 2,90% blancs.

## Poblacions més properes
El següent diagrama mostra les poblacions més properes.